# Pierre Nora

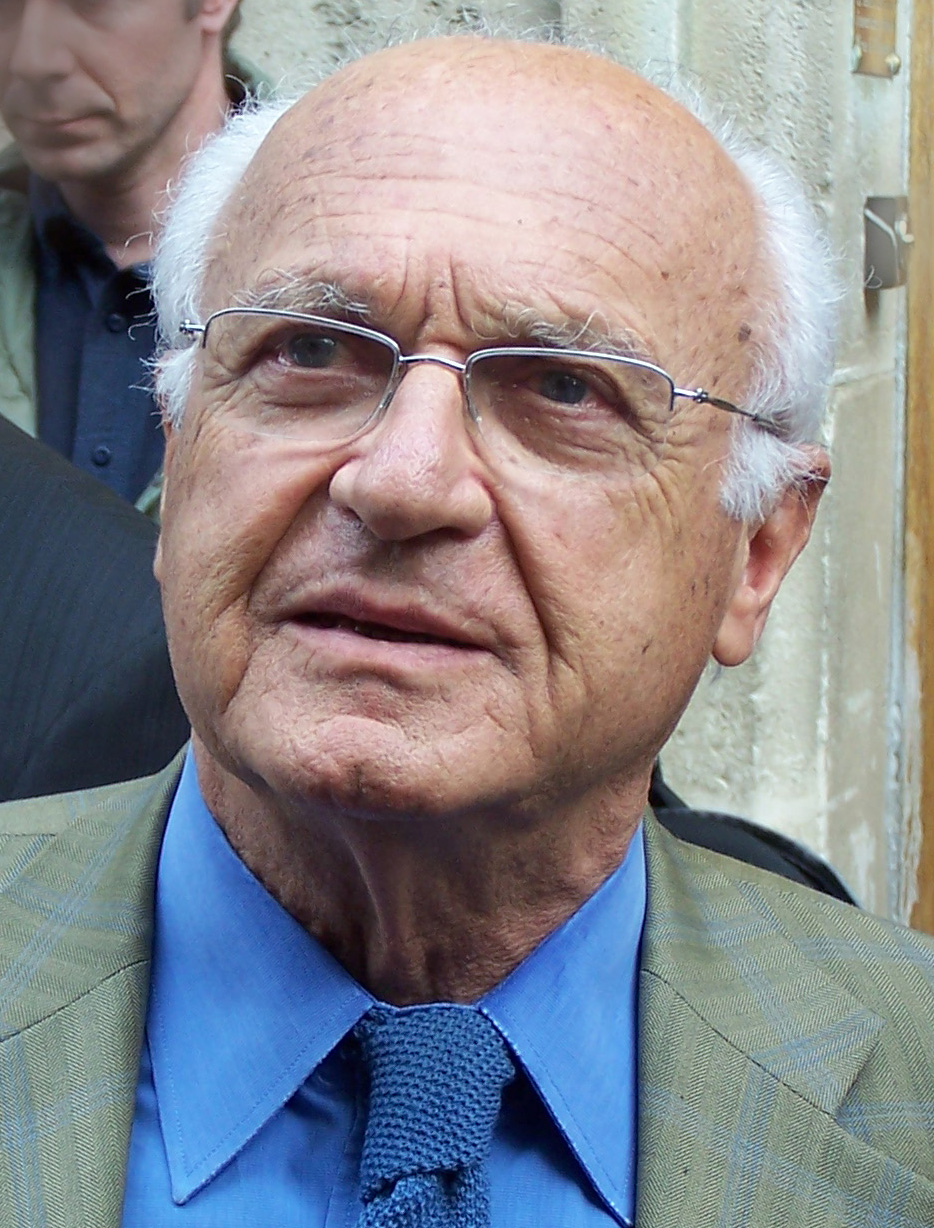
Pierre Nora

Pierre Nora (Parijs, 17 november 1931  – aldaar, 2 juni 2025) was een Frans historicus. Sinds 2001 was Nora lid van de Académie française.

## Loopbaan
Pierre Nora is vooral bekend geworden door zijn werk Les Lieux de Mémoire (7 delen, 1984–1992), dat de aanleiding vormde tot het Nederlandse project Plaatsen van Herinnering (2005–2006). In dit werk betoogt hij dat we zoveel over het geheugen spreken, omdat er nog maar zo weinig van over is; dat er plekken van herinnering zijn, omdat er geen milieu van herinnering meer is en dat de versnelling van de geschiedenis ons confronteert met het verschil tussen echte herinnering en geschiedenis. Het geheugen is tevens levend en present, a-historisch, fragiel, niet bewust van zichzelf, kortom kwetsbaar voor manipulatie. Het geheugen is vol zin en betekenis, magisch, heilig, emotioneel en daarnaast is het blind voor alles behalve de groep die het bindt. De geschiedenis daarentegen is een problematische reconstructie van datgene wat er niet meer is. Zij is analytisch en kritisch en wenst daarom nuchter, seculier en aards voor te komen. De geschiedenis is als wetenschap universeel; in zoverre, dat ze voor iedereen toegankelijk moet zijn.
Voorwaarden voor een lieu de mémoire zijn de wil om te herinneren en een ontwikkeling van de lieu de mémoire door tijd en geschiedenis. De laatste belichaming van eenheid van herinnering en geschiedenis was de natiestaat. Wat we nu herinnering noemen, is reeds geheel door de geschiedenis ingenomen: een enorme berg zinloze gegevens, die ongelimiteerd is. De lieux de mémoire zijn losse restjes en zijn bijna verdwenen. Hij maakt een onderscheid tussen drie verschillende lieux de mémoire: praktische, symbolische en functionele. 
Pierre Nora is tevens bevriend geweest met de Franse denker Michel Foucault, die destijds evenzeer de geschiedwetenschap bekritiseerde. Hun vriendschap bekoelde echter danig vanwege een meningsverschil over uit te geven werk van Foucault. Nora was destijds namelijk zijn uitgever. Met de Franse mediëvist Jacques Le Goff publiceerde hij Faire l'histoire (3 delen, 1974), een verzameling essays over de nieuwe richting in de geschiedschrijving, in het bijzonder die van het tijdschrift Annales.
Het denken over geschiedenis en geschiedwetenschap en de meer conformistische manier waarop Nora hun functioneren ter discussie stelt maakt hem tot op zekere hoogte verwant aan Eric Hobsbawm.

## Overlijden
Nora overleed op 93-jarige leeftijd.
- Bibsys: 90122074
- Biblioteca Nacional de España: XX1049546
- Bibliothèque nationale de France: cb11917841j (data)
- Catàleg d'autoritats de noms i títols de Catalunya: 981058610389106706
- CiNii: DA01623177
- Gemeinsame Normdatei: 124731244
- International Standard Name Identifier: 0000 0001 2283 3300
- Library of Congress Control Number: n85015107
- Nationale Bibliotheek van Letland: 000075571
- Bibliotheek van het Japanse parlement: 00903186
- Nationale Bibliotheek van Tsjechië: mzk2006348850
- Nationale bibliotheek van Australië: 35389838
- Nationale Bibliotheek van Israël: 987007302634105171
- Nationale Bibliotheek van Polen: a0000002975518
- Nationale en Universitaire bibliotheek Zagreb: 000009590
- Nederlandse Thesaurus van Auteursnamen: 068030703
- Istituto Centrale per il Catalogo Unico: BVEV011148
- LIBRIS: 195982
- Système universitaire de documentation: 027049582
- Trove: 935589
- Virtual International Authority File: 98090393
- WorldCat: E39PBJxH4pWHrGy4fXP6wwVjYP